# RhB ABe 8/12
Die ABe 8/12 sind dreiteilige elektrische Triebzüge, von denen die Rhätische Bahn (RhB) bei Stadler Rail insgesamt 15 Einheiten bestellt hat. Die Triebzüge werden von der RhB seit 2010 fahrplanmässig eingesetzt. Das erste Fahrzeug wurde am 13. Oktober 2009 in Landquart abgeliefert und anschliessend verschiedenen Tests unterzogen. Die Züge werden als Allegra bezeichnet, was einer rätoromanischen Grussformel entspricht.

## Ausschreibung
Nach der Erstellung des Flottenkonzepts 2005 hat die RhB die Lieferung zweier Fahrzeugtypen ausgeschrieben:
- 15 dreiteilige Zweisystemtriebzüge für das Stammnetz und die Berninalinie
- 5 Einsystemtriebzüge für das Stammnetz mit mindestens 180 Sitzplätzen

Das Pflichtenheft forderte einen modularen Aufbau, komfortable Einstiege und Wagenübergänge sowie ein elegantes und harmonisches Design. Zudem wurde im Zug ein Bereich für mobilitätsbehinderte Personen verlangt.
Auf die Ausschreibung gingen Offerten von Bombardier und Stadler ein. Stadler erhielt wegen der niedrigeren Kosten den Zuschlag. Zudem schlug Stadler vor, die Züge mit acht statt vier Fahrmotoren auszustatten.
Dreiteiliger Triebzug für das Stammnetz und die Berninalinie mit vier Triebachsen gemäss Pflichtenheft
Realisierter dreiteiliger Triebzug für das Stammnetz und die Berninalinie mit acht Triebachsen
Vierteiliger Triebzug für das Stammnetz mit zwei Triebachsen gemäss Pflichtenheft
Realisierter vierteiliger Allegra-Triebzug für das Stammnetz mit vier Triebachsen

Dank der höheren Leistung können alle zulässigen Anhängelasten mit Einfachtraktion befördert werden. Auf die aufwendige Mehrfachtraktion von verschiedenen Triebfahrzeugen kann die RhB verzichten.
Vorspannlokomotive und Triebzug gemäss Pflichtenheft mit Anhängewagen
Realisierter Triebzug mit Anhängewagen. Auf das Vorspanntriebfahrzeug kann verzichtet werden.

Für die ABe 8/12 gilt folgende Lastentabelle:

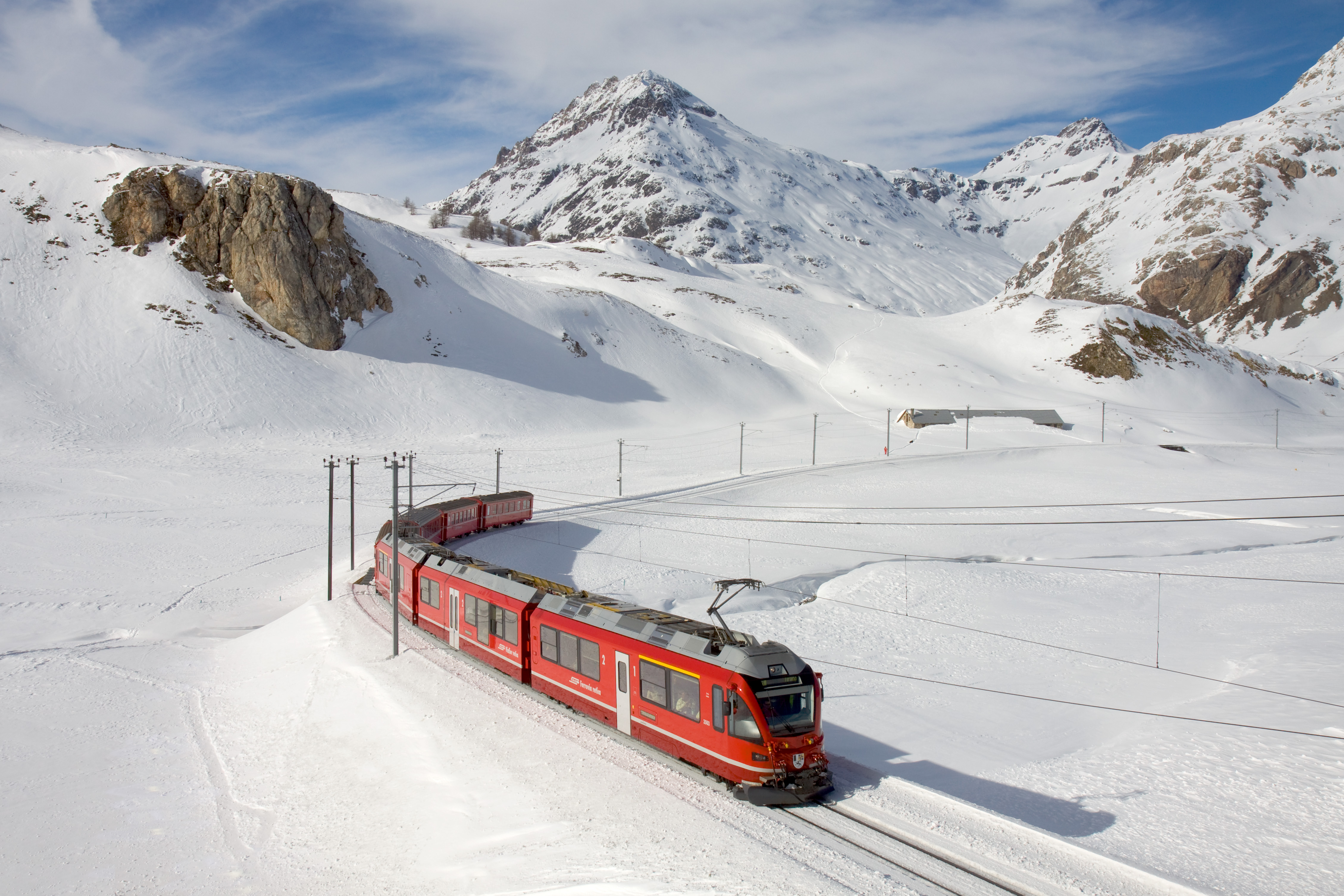
Allegra 3503 mit einem Regionalzug nach Tirano in der Steigung zwischen Bernina Lagalb und Ospizio Bernina

| Steigung | Bahnstrecke  | Geschwindigkeit | Anhängelast (Pflichtenheft) | Anhängelast ABe 8/12 |
| -------- | ------------ | --------------- | --------------------------- | -------------------- |
| 35 ‰     | Albulalinie  | 60 km/h         | 145 t                       | 245 t                |
| 45 ‰     | Davoserlinie | 55 km/h         | 115 t                       | 185 t                |
| 60 ‰     | Arosalinie   | 35 km/h         | 90 t                        | 200 t                |
| 70 ‰     | Berninalinie | 40 km/h         | 70 t                        | 140 t                |

## Fahrzeugkonzept

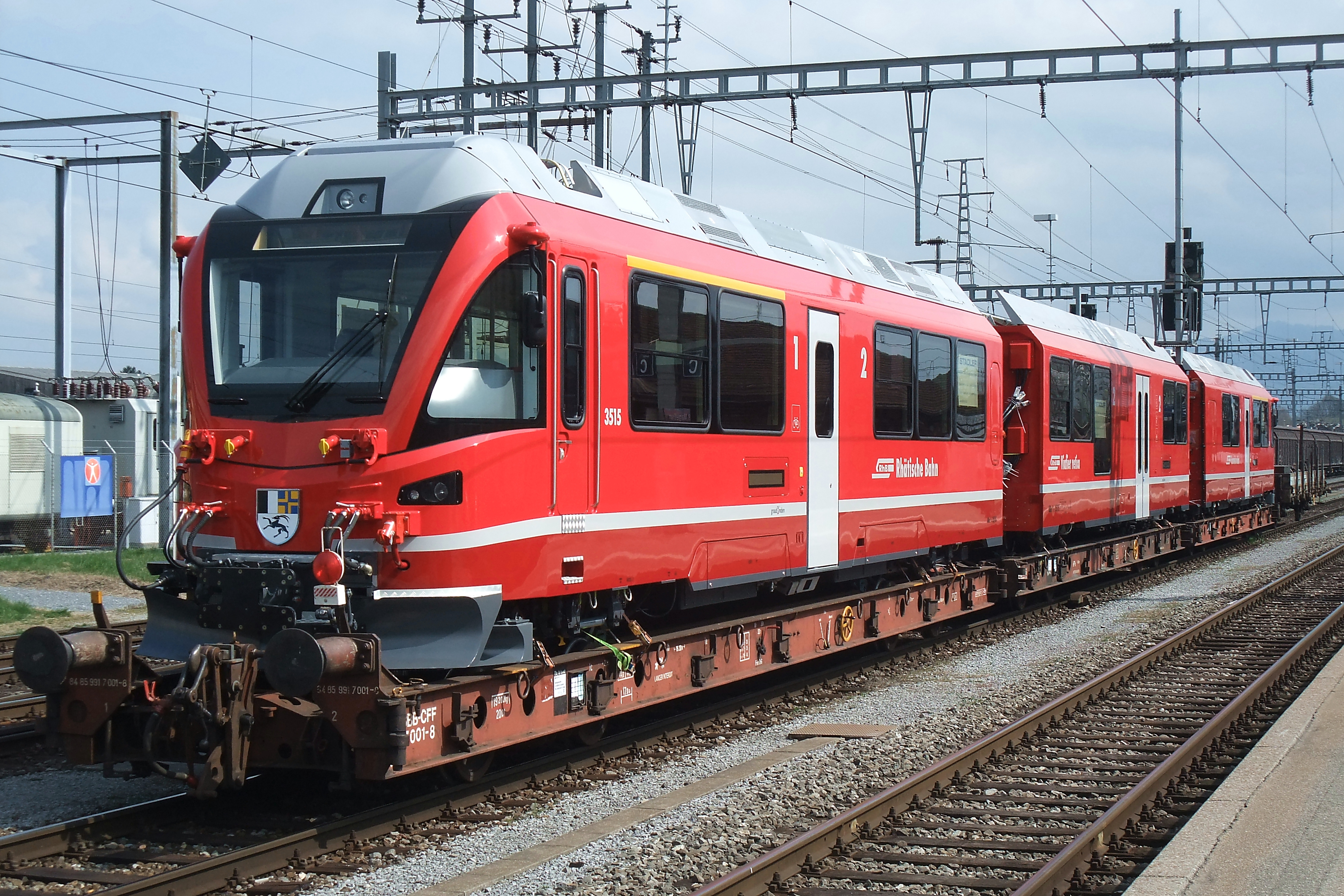
Lieferung eines neuen ABe 8/12 mit Rollschemel in St. Margrethen

Die Triebzüge sind konzipiert für den Einsatz auf den steigungsreichsten Strecken der RhB, das sind:
- die Berninabahn St. Moritz–Tirano (Maximalsteigung 70 ‰, Gleichstrombetrieb)
- die Arosabahn Chur–Arosa (Maximalsteigung 60 ‰, Wechselstrombetrieb)
- die Bahnstrecke Landquart–Davos Platz (Maximalsteigung 45 ‰, Wechselstrombetrieb)

Da die Berninabahn ihre Verkehrsspitze im Sommer, die anderen beiden Strecken im Winter aufweisen, wurden die Triebzüge für alle drei Strecken einheitlich zweisystemfähig für 11 kV Wechselspannung mit einer Frequenz von 16,7 Hz und für 1000 V Gleichspannung ausgelegt. Dies erlaubte den Bau einer grossen, einheitlichen Serie und ergibt im Betrieb die grösstmögliche Flexibilität.

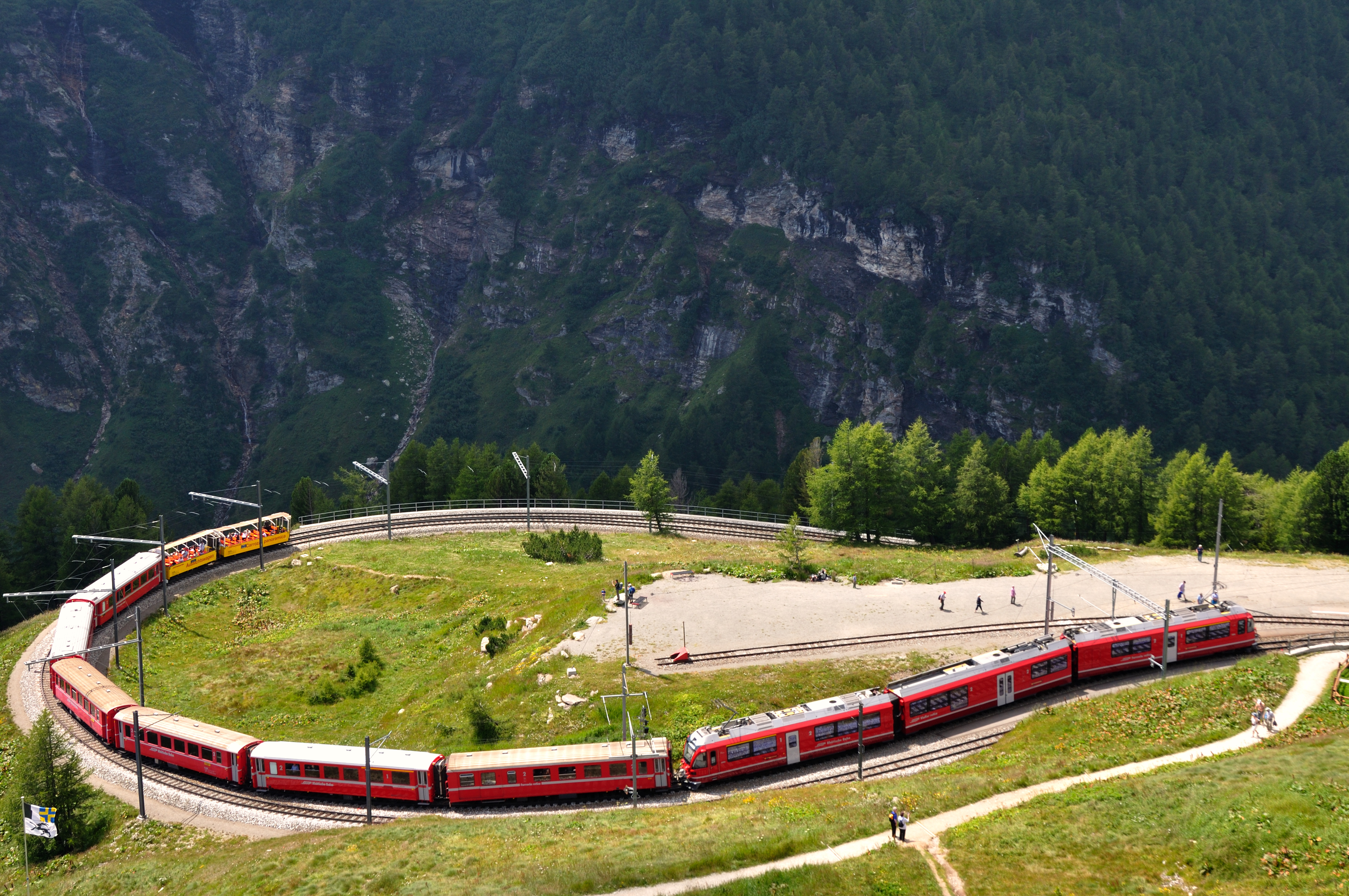
Die engen Kurven der Berninabahn – hier bei der Alp Grüm – bestimmen die Länge der Wagenkästen. Auf dem Stammnetz sind längere Fahrzeuge möglich.

Das aus dem Pflichtenheft resultierende Fahrzeugkonzept war wegen der Kombination von grosser Antriebsleistung, Zweisystemfähigkeit, doppelter Bremsausrüstung, behindertengerechter Gestaltung bei den beengten Platzverhältnissen der Meterspur und den anspruchsvollen Einsatzbedingungen auf der Berninabahn schwierig. Der Triebzug besteht aus zwei baugleichen Endtriebwagen und einem teilweise niederflurigen Zwischenwagen. Die Fahrzeugabmessungen sind von der Berninabahn mit ihren engen Kurvenradien von 45 m vorgegeben. Es waren nur kurze Wagenkästen möglich, was eine ausgeklügelte Verteilung der Antriebsausrüstung verlangte. Um ein möglichst grosses Adhäsionsgewicht zu erreichen, wurde die Antriebsausrüstung auf den beiden Endtriebwagen konzentriert. Damit wird zudem bei grossen Schneehöhen dem Risiko einer Entgleisung von leichten Fahrzeugen entgegengewirkt. Die beiden Haupttransformatoren und die vier Stromrichter sind unter dem Wagenboden platziert; Klimaanlagen, Bremswiderstände und die Hochspannungsausrüstung befinden sich auf dem Dach. Nur die beiden Kompressoren und die Vakuumpumpe mussten im Wageninnern angeordnet werden. Damit konnten in jedem Endtriebwagen 12 Sitzplätze erster Klasse und 24 in der zweiten Klasse geschaffen werden.
Das Fahrzeugkonzept erlaubt die Beförderung hoher Anhängelasten. Dies erklärt auch die für einen Triebwagen vergleichsweise grosse Dauerleistung von 2,3 MW. Die leistungsfähigste Lokomotivbauart der RhB, die Ge 4/4 III, hat eine Dauerleistung von 2,4 MW. Die Anfahrzugkraft einer Allegra-Einheit ist durch die Verteilung der Antriebsleistung auf acht Achsen mit 280 kN sogar um 30 % höher als jene einer Ge 4/4 III. Dies ist für die Beförderung schwerer Züge auf den Rampen der Bernina- und Arosabahn notwendig.
Das im Pflichtenheft geforderte Traktionsprogramm mit 70 t Anhängelast auf 70 ‰ Steigung hätte bei vier Triebachsen eine Achslast von 14 t Achslast erfordert und zu einem grossen Verschleiss an Rad und Schiene geführt. Der realisierte Triebzug mit acht Triebachsen hat eine Achslast von nur 11 t und kann trotzdem 140 t Anhängelast befördern. Nach der Inbetriebsetzung wurde die maximale Zughakenlast auf der Berninastrecke für diese Triebzüge von 140 auf 160 Tonnen erhöht.
Jeder Triebzug kostete rund 10 Millionen Franken.
Für die S-Bahn Chur folgte 2011 eine verwandte Bauart: Die ABe 4/16, welche nur für die Wechselspannung des Stammnetzes ausgelegt sind. Diese Züge verfügen nur über einen Endtriebwagen, über zwei Mittel- und einen Steuerwagen.

## Technik

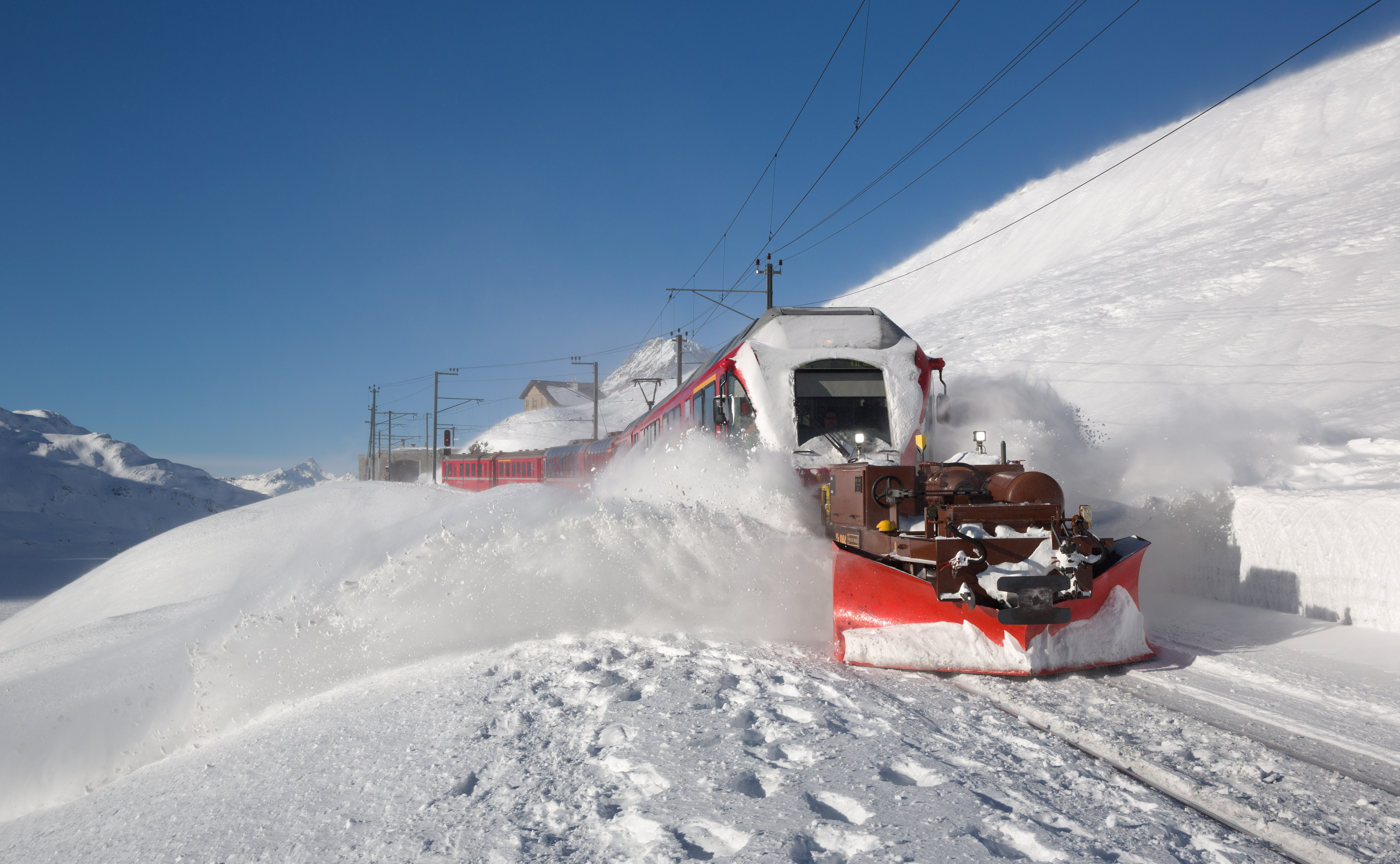
Die Triebzüge müssen dem rauen Klima auf dem Berninapass, den tiefen Temperaturen im Engadin und der hohen Luftfeuchtigkeit im Vereinatunnel widerstehen.
Allegra mit Spurpflug bei Ospizio Bernina.

### Mechanischer Teil
Jeder der drei Wagen einer Einheit läuft auf zwei zweiachsigen Drehgestellen und ist somit einzeln rollfähig. Das Grundkonzept der Laufdrehgestelle wurde von den Bernina-Panoramawagen übernommen.
Die Laufeigenschaften, besonders der Mittelwagen und bei höheren Geschwindigkeiten, führten zu Reklamationen. Im Prättigau und auf der Vereinalinie sind abschnittsweise 100 km/h zugelassen. Diese Probleme erforderten Nacharbeiten durch den Hersteller. Die Auswahl und die Einstellungen der Dämpfer, die sowohl in engen Kurven als auch auf Schnellfahrabschnitten befriedigen müssen, waren anspruchsvoll und führten zu Verzögerungen bei der Ablieferung der Züge.
Die Wagen sind untereinander kurzgekuppelt, sie können nur in der Werkstatt getrennt werden. Die Übergänge zwischen den Wagen sind durch Faltenbälge geschützt und von den Reisenden benutzbar. Übergangsmöglichkeiten zum Wagenzug sind jedoch nicht vorhanden. Der antriebslose Mittelwagen hat zwischen den Drehgestellen einen abgesenkten Wagenboden mit beidseitigen Niederflureinstiegen und Schiebetritten, um Personen mit eingeschränkter Mobilität einen barrierefreien Einstieg zu gewährleisten. Hinter den beiden Führerständen ist jeweils ein Erstklassabteil vorhanden. Die Zwischenwand zum Führerstand ist verglast und bietet den Fahrgästen einen Blick über die Schulter des mittig im Führerstand sitzenden Lokomotivführers auf die Strecke. In den neuen Triebzügen wurde erstmals bei der RhB das Führerpult mittig statt rechts angeordnet.
Eine Einheit bietet insgesamt 24 Sitzplätze in der ersten und 76 Sitzplätze in der zweiten Klasse, dazu kommen noch 14 Klappsitze und die Stellmöglichkeit für zwei Rollstühle. Die behindertengerechte Toilette befindet sich im Niederflurbereich des Mittelwagens. Fahrgasträume und Führerstände sind klimatisiert.
Die Wagenkasten sind für eine Längsdruckkraft von 800 kN ausgelegt und in geschweisster Aluminium-Integralbauweise ausgeführt. Die dafür notwendigen Strangpressprofile wurden zum grössten Teil eigens für die Allegra entwickelt. Der Kasten des Mittelwagens ist nach den gleichen Konstruktionsprinzipien wie bei den Endtriebwagen aufgebaut. Die Stirnfronten erhielten durch eine aufgeklebte Fronthaube aus glasfaserverstärktem Kunststoff ihre charakteristische Form.

### Elektrischer Teil

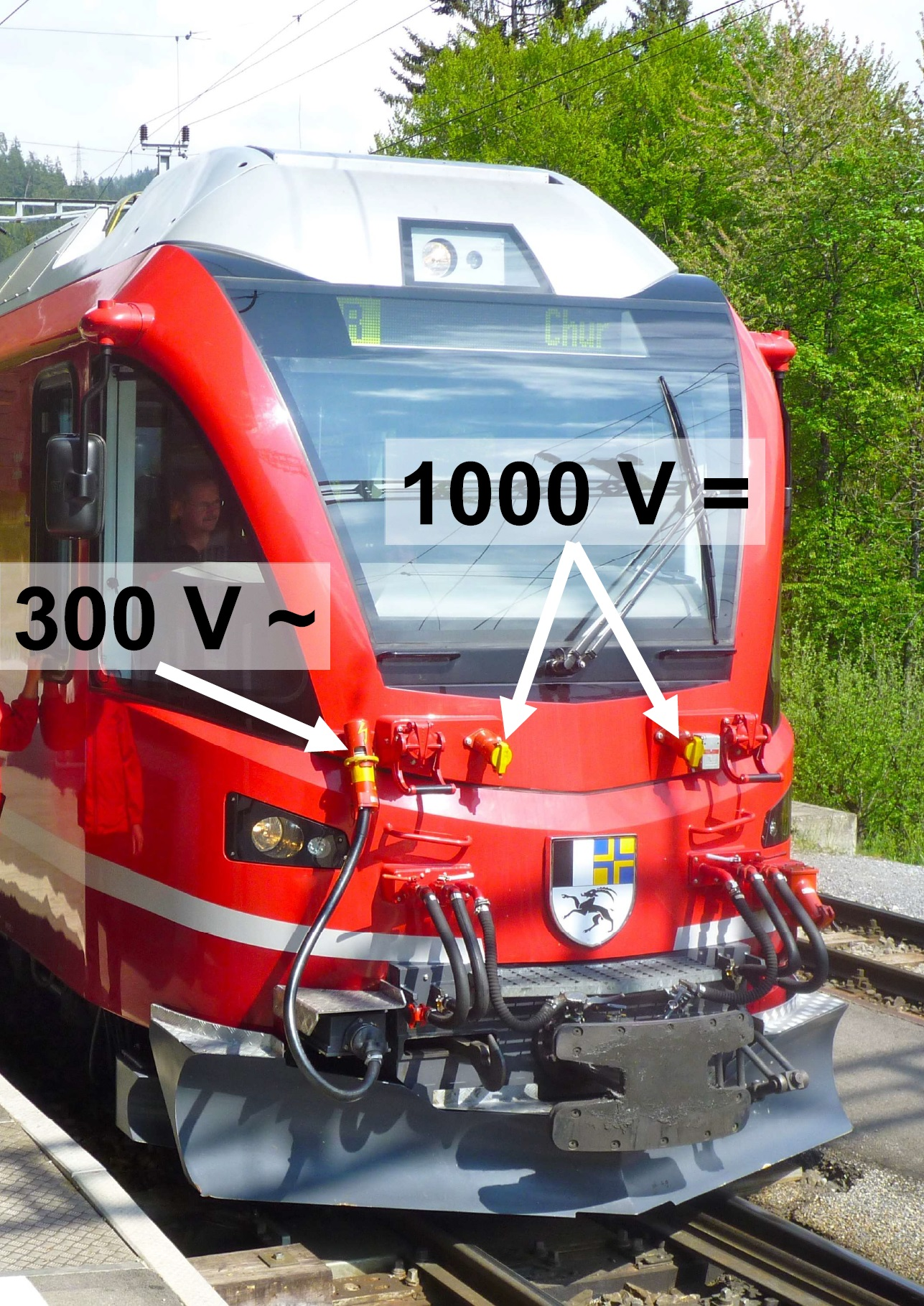
Steckdosen der Zugsammelschiene für das Stammnetz (300 V) und die Berninastrecke (1000 V)

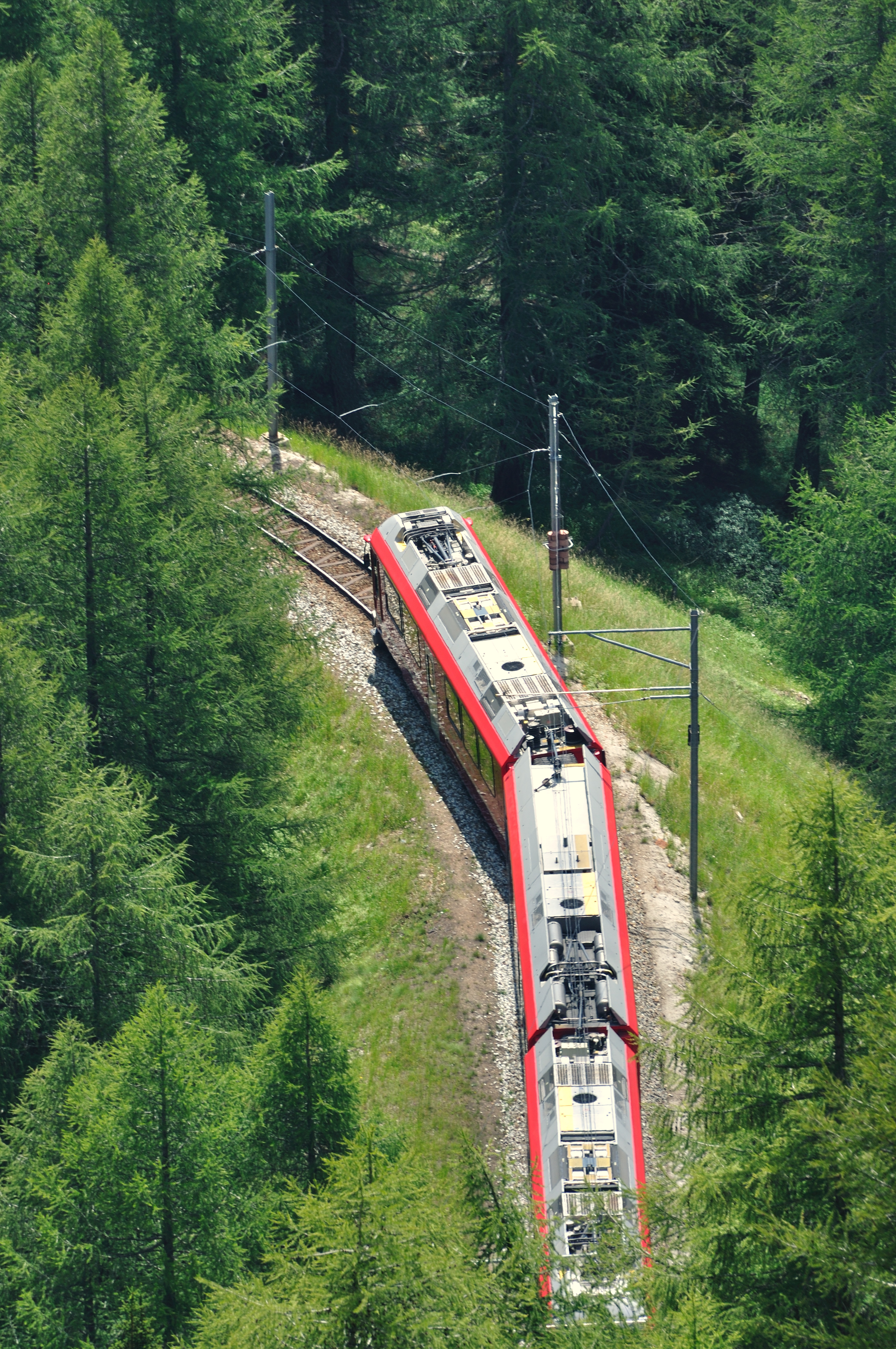
Dachausrüstung der Allegra-Züge, hier bei der Alp Grüm

Auf den Endwagen sitzt je ein Einholmstromabnehmer mit drei Schleifleisten für Gleichstrom, auf dem Mittelwagen einer für Wechselstrom. Im Störungsfall und bei Rangierfahrten kann aber jeder Stromabnehmer unter beiden Spannungen benutzt werden. Alle drei Stromabnehmer sind über eine Hochspannungsdachleitung miteinander verbunden; das Stromsystem wird bei Befehl „Hauptschalter ein“ des Lokführers vom Fahrzeug selbständig erkannt. Beim Stromsystemwechsel muss der Lokomotivführer im Stillstand oder während der Fahrt alle Stromabnehmer senken. Sobald wieder ein Stromabnehmer gehoben wird, erkennt das Fahrzeug das vorhandene Stromsystem. Bei Geschwindigkeiten über 15 km/h wird mit gesenkten Stromabnehmern leicht elektrisch gebremst. Die dabei gewonnene Energie dient zur unterbruchsfreien Versorgung der Hilfsbetriebe (Stützbremsbetrieb).
Im Wechselstrombetrieb verläuft die Energie über die Hochspannungsdachleitung, den Vakuumhauptschalter, dem Traktionstransformator und dem Stromrichter zu den Fahrmotoren. Im Gleichstrombetrieb fliesst der Strom von der Hochspannungsdachleitung über den Gleichstromtrenner, dem Gleichstrom-Schnellschalter und der Netzdrossel in den Zwischenkreis des Stromrichters. Der Gleichstromtrenner unterbricht im Wechselstrombetrieb die nur für 1000 V isolierte Gleichstrom-Ausrüstung von der Hochspannungsdachleitung. Die Netzdrosseln sind im Transformatorengehäuse untergebracht und damit ölgekühlt.
Die Traktionstransformatoren haben zusätzliche Wicklungen von 320 und 1000 V für die Zugsammelschiene. Auf dem Stammnetz wird die Zugsammelschiene mit 320 V gespeist. Damit ein langer Reisezug mit Energie für die Klimaanlagen und Heizungen versorgt werden kann, sind bis zu 1300 A notwendig. Die 1000-V-Wicklung speist die Heizkörper im Triebzug. Die Allegra sind bereits für eine allfällige Erhöhung der Stammnetz-Zugsammelschiene auf 1000 V vorbereitet. Auf der Berninastrecke werden die Zugsammelschiene und die Heizkörper des Triebzugs direkt ab der 1000-V-Fahrleitung versorgt.

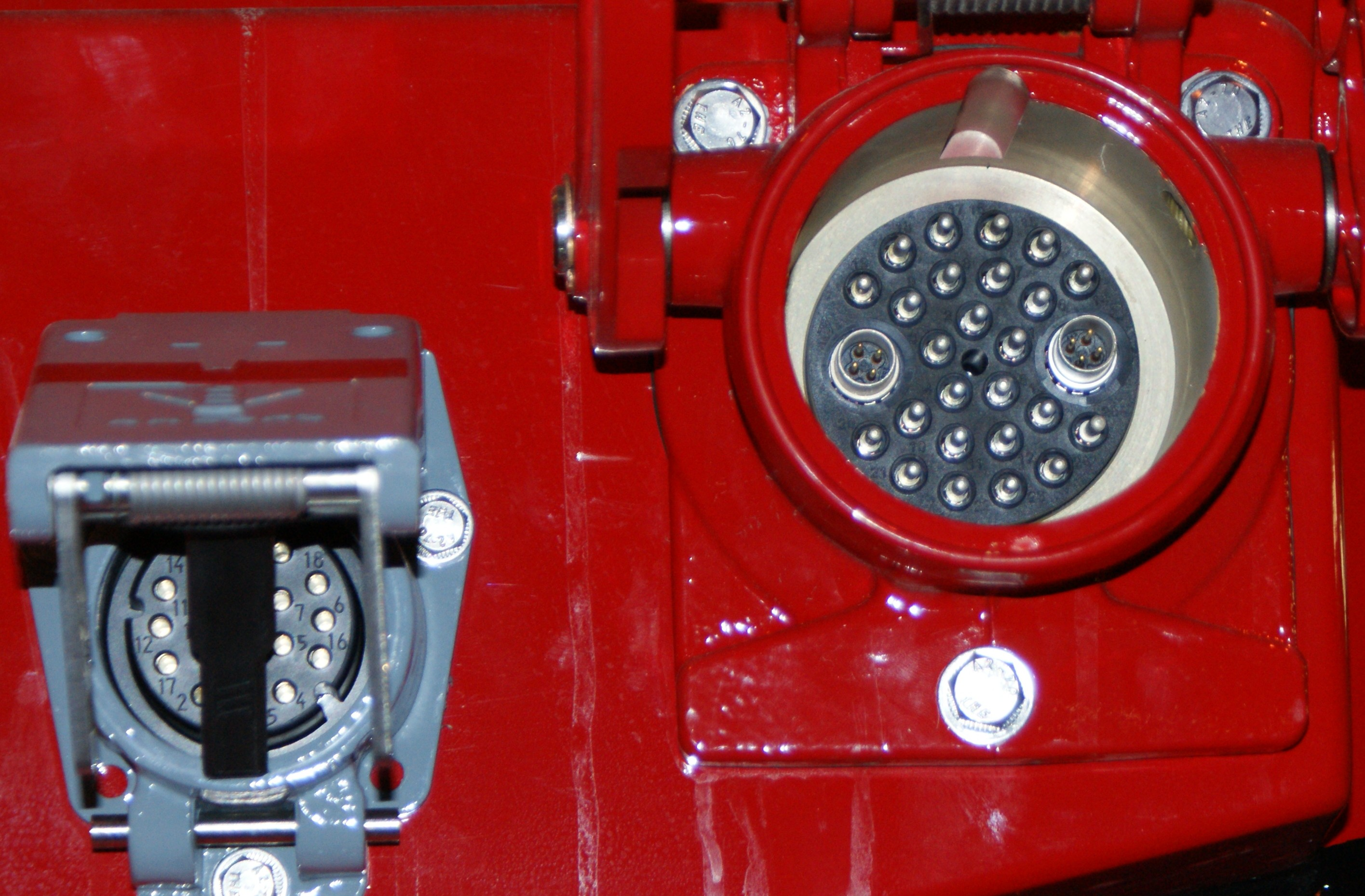
Rechts Steckdose für das neue 25+2x4-polige LBT-Steuerkabel an einem Allegra, daneben Steckdose für das bisherige 18-polige LBT-Kabel

Die Fahrzeuge der RhB werden im Winter über Nacht mit gesenkten Stromabnehmern abgestellt, damit sich der Stromabnehmer unter der Last von Schnee nicht langsam senkt und einen Lichtbogen verursacht, der die Fahrleitung beschädigen könnte. Damit die ABe 8/12 über die Nacht nicht auskühlen, werden sie über einen sogenannten Heizstock und die Zugsammelschiene mit Strom versorgt, mit dem die Heizkörper die Temperatur in den Fahrgast- und Führerräumen auf einem bestimmten Wert halten. Zusätzlich wird ein Batterieladegerät gespeist, um die Versorgung der 36-V-Verbraucher sicherzustellen.
Die ABe 8/12 verfügen über eine Fernsteuerung zur Bildung von Pendelzügen. Sie erfolgt über das 25+2x4-polige LBT-Steuerkabel. Längerfristig soll die Fern- und Vielfachsteuerung aller RhB-Triebfahrzeuge über dieses Kabel erfolgen, das dann auch die LBT-Funktionen (Lautsprecher/Beleuchtung/Türsteuerung) übernehmen wird. Mit den bisherigen Triebfahrzeugen der RhB sind die Allegra-Züge nicht vielfachsteuerbar.
Viele Komponenten sind technisch eng verwandt mit den gleichzeitig entwickelten RABe 4/12 „NExT“ des Regionalverkehrs Bern–Solothurn (RBS). Bei den Fahrmotoren handelt es sich um vierpolige fremdbelüfte Asynchronmotoren. Die gleichen Motoren werden nicht nur bei den „NExT“, sondern auch bei den Stadler-Diamant-Zügen und den RBe 4/8 der Chemin de fer Lausanne-Echallens-Bercher verwendet. Das Diagnosesystem ist weitgehend baugleich mit jenen anderer Stadler-Fahrzeugfamilien wie Flirt oder GTW.

### Bremsen und Bedienung

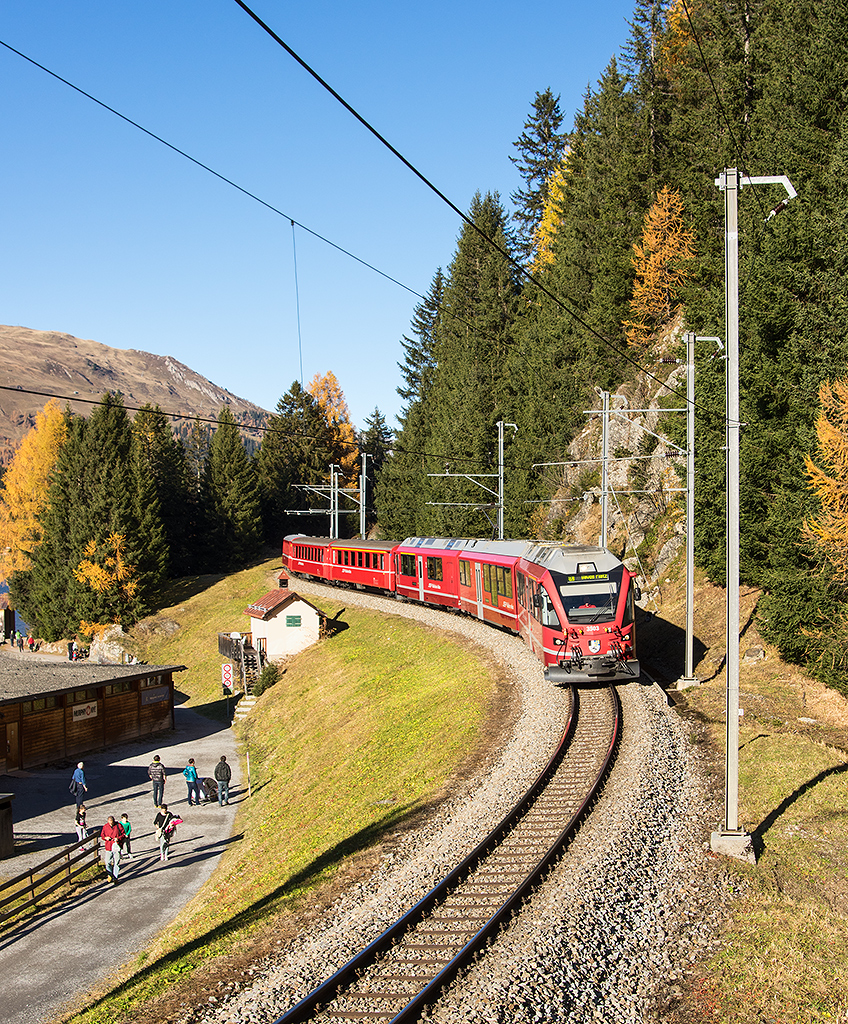
Mit Allegra bespannter Zug bei Davos Wolfgang. Das dreiteilige Triebfahrzeug wird mit Druckluft gebremst, der Wagenzug mit Vakuum.

Die Triebzüge verfügen wegen der unterschiedlichen Bremsausrüstung der Bestandsfahrzeuge über mehrere Bremssysteme. Als Betriebsbremse wirkt vorwiegend die elektrodynamische Rekuperationsbremse, die sowohl im Wechselstrom- als auch im Gleichstrombetrieb die Bremsenergie ins Fahrleitungsnetz zurückspeist. Für den Fall, dass das Fahrleitungsnetz nicht aufnahmefähig ist, sind zusätzlich Bremswiderstände vorhanden. Die elektrische Bremse kann vom Lokomotivführer mit dem Zugkraft/Bremskraft-Hebel oder über die Geschwindigkeitsregelung angesteuert werden. Zur Begrenzung der Pufferkraft ist die Bremskraft der elektrischen Bremse auf 130 kN begrenzt.
Die indirekt wirkende Druckluftbremse steuert innerhalb des Triebzuges in jedem der drei Wagen über ein Steuerventil die Klotzbremse an. Die Drucklufthauptleitung ist an den Stirnseiten über je zwei Schlauchkupplungen herausgeführt. Damit können entsprechend ausgestattete Wagen, zum Beispiel Albula-Gliederzüge, mit Druckluft gebremst werden.
Die Vakuumbremse ist die gebräuchlichste Zugbremse bei der RhB. Über den Zugkraft/Bremskraft-Hebel werden die Drucklufthauptleitung für den Triebzug und die Vakuumhauptleitung für die Anhängewagen gemeinsam gesteuert. Weil die druckluftgebremsten ABe 8/12 normalerweise mit vakuumgebremsten Zügen verkehren, erfolgt die Bremsbedienung wie bei einer RhB-Lokomotive mit getrennter Bedienung der elektrischen und pneumatischen Bremse. Damit der Triebzug bei einer Unterbrechung der Vakuumhauptleitung – zum Beispiel beim Betätigen der Notbremse im Zug oder durch eine Zugtrennung – trotzdem bremst, ist zusätzlich ein Vakuumsteuerventil vorhanden, das auf die Druckluftbremse wirkt.

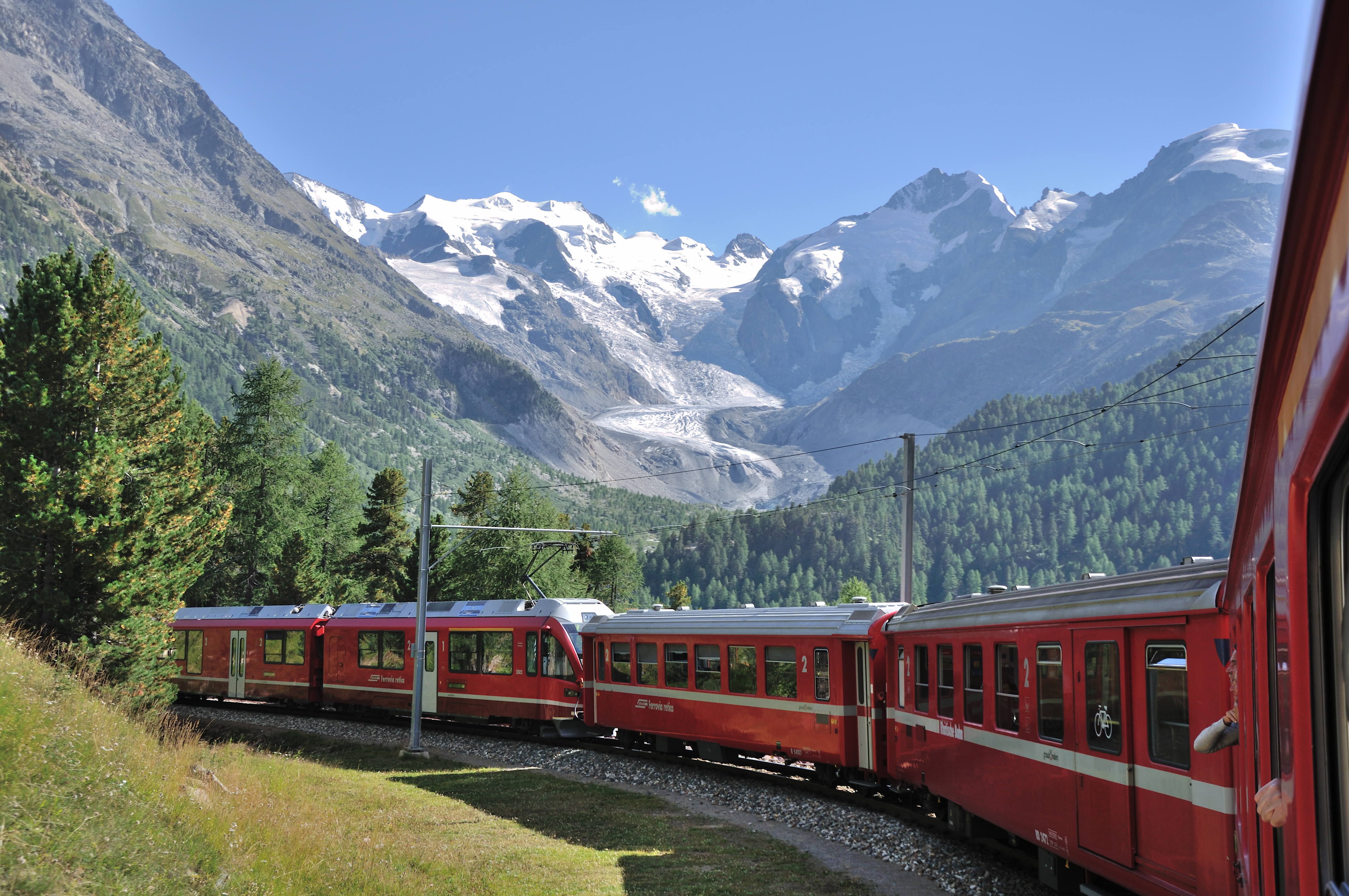
Für den Einsatz auf der Berninalinie benötigen die ABe 8/12 Magnetschienenbremsen.
Regionalzug zwischen Samedan and Bernina Ospizio, im Hintergrund der Morteratschgletscher.

Die direkt wirkende Rangierbremse kann die Geschwindigkeit des Triebzuges unabhängig von der Zugsbremse verringern. Die Bedienung erfolgt über den Rangierbremshebel. Eine Federspeicherbremse dient als unerschöpfliche Feststellbremse. Sie wirkt auf alle Trieb- und zwei Laufradsätze. Für den Einsatz auf der Berninastrecke sind die Züge mit einer Magnetschienenbremse ausgestattet. Sie wirkt bei einer Schnellbremsung oder wenn sich der Zugkraft/Bremskraft-Hebel und der Zugsbremshebel in der hintersten Stellung befinden.
Die Allegra-Züge verfügen über eine sehr präzise arbeitende Geschwindigkeitsregelung mit getrennter Vorgabe von Sollgeschwindigkeit und Zugkraft/Bremskraft. Mit dem Zugkraft/Bremskraft-Hebel stellt der Lokomotivführer die Beschleunigung ein, mit der die Sollgeschwindigkeit erreicht werden soll. Unabhängig von der Streckenneigung wird diese Geschwindigkeit gehalten, wenn die eingestellte Zug- oder Bremskraft dazu ausreicht.
Zur Ausbildung der Lokomotivführer steht eine Simulation zur Verfügung, wobei die fahrzeugeigene Software genutzt wird. Die benötigten Daten wie zum Beispiel die Geschwindigkeit werden in die Fahrzeugsoftware eingeschleift. Zur Visualisierung der Fahrtstrecke dient ein Frontscheiben-Screen.

## Einsatz

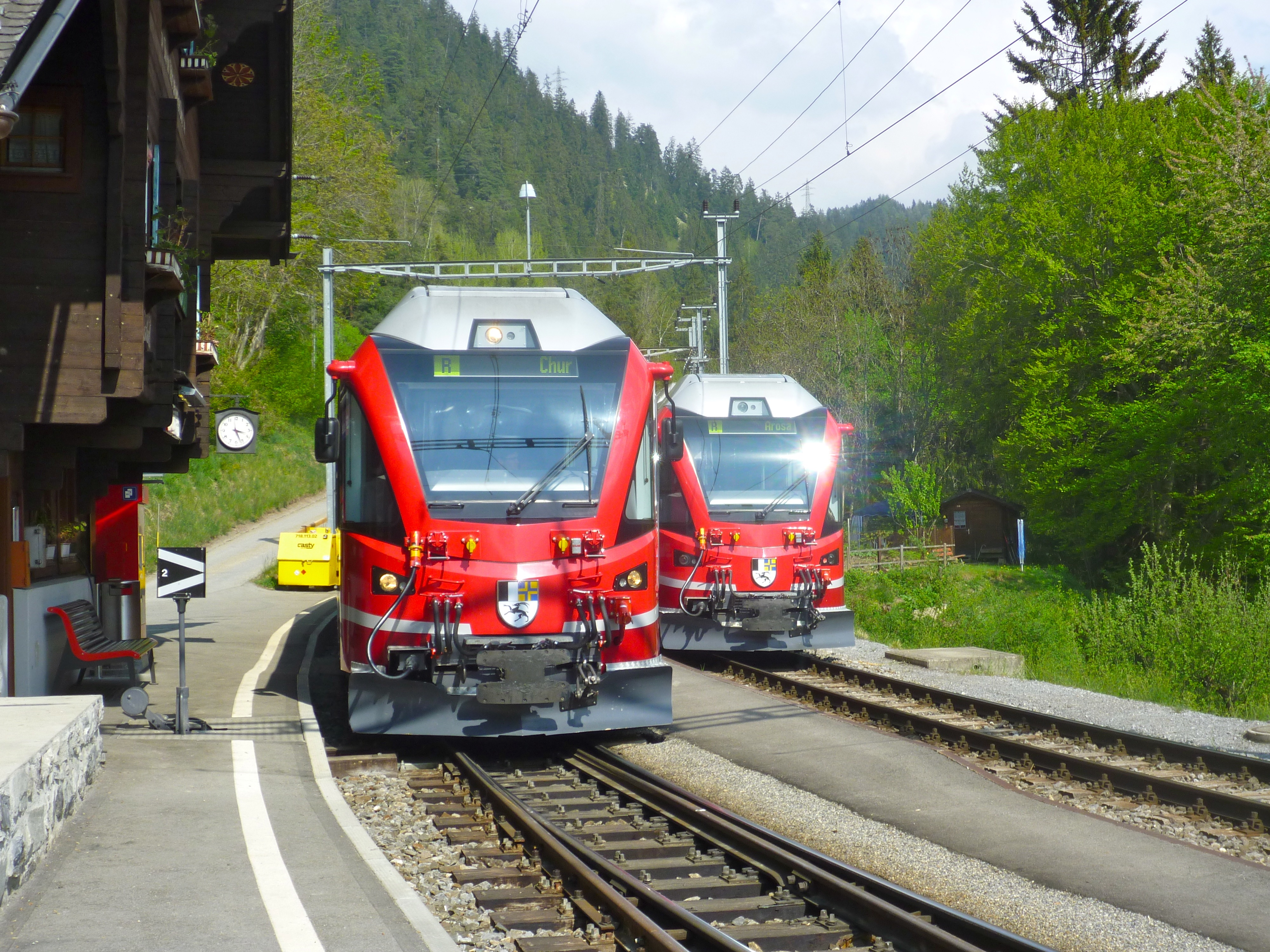
Zwei kreuzende ABe 8/12 „Allegra“ bei der Station Lüen-Castiel, Chur-Arosa-Bahn

Auf der Berninalinie sind die Triebzüge seit 2011 das Haupttraktionsmittel und bespannen Regionalzüge, den nur aus Panoramawagen bestehenden Bernina-Express sowie Güterzüge. Der Bernina-Express wird durchgehend von Chur bis Tirano mit einem Allegra bespannt; ein Triebfahrzeugwechsel in Pontresina beim Übergang vom Wechselstrom- zum Gleichstromnetz ist nicht mehr notwendig.
Auf der Arosabahn wird ein Grossteil der Reisezüge mit Allegras bespannt. In den verkehrsschwächeren Zeiten werden sie alleinfahrend eingesetzt. Vor der Inbetriebnahme der Capricorn-Züge verkehrten Allegras auf der Strecke Landquart–Davos und nach einem Aufenthalt von etwas mehr als einer halben Stunde weiter nach Filisur. Dabei wurden Pendelzüge mit den 2018 gebauten Bt 52801 bis 52808 gebildet.
Bei Bedarf können die Triebzüge auf dem gesamten Netz der RhB eingesetzt werden. Tages-, Wochen- und Monatskontrollen sowie kleinere Reparaturen erfolgen an den Standorten Landquart, Samedan und Poschiavo. Der Austausch von Dachapparaten und kompletten Unterflurbaugruppen ist nur in Poschiavo und Landquart möglich. Damit die Triebzüge für den Unterhalt nicht getrennt werden müssen, war in Landquart der Bau einer neuen zirka 100 m langen Halle notwendig.

## Geschwindigkeitsrekord auf Meterspur
Anlässlich der Abschiedsfahrt für den scheidenden Direktor wurde am 20. Dezember 2010 mit der Einheit 3502 im Vereinatunnel eine Geschwindigkeit von 145 km/h erreicht. Zuvor war bei den Inbetriebsetzungsfahrten am 5. Dezember 2009 139 km/h erreicht worden. Die vormalige Bestmarke für Meterspurfahrzeuge von 134 km/h wurde erst im Juni 2009 beim Regionalverkehr Bern–Solothurn mit einem RABe 4/12 «NExT» aufgestellt, ebenfalls einem von Stadler gebauten Triebzug. Bei der RhB wurden bisher 110 km/h als Maximum registriert.

## Namen
Am 1. Mai 2010 wurden die ersten vier Triebzüge getauft. Als Namen der neuen Triebzüge werden Namen von berühmten Personen in Graubünden verwendet.

## Liste der ABe 8/12
| Betriebsnummer | Taufname            | Werbung  | Inbetriebnahme | Status     |
| -------------- | ------------------- | -------- | -------------- | ---------- |
| 3501           | Willem Jan Holsboer |          | Oktober 2009   | in Betrieb |
| 3502           | Friedrich Hennings  |          | November 2009  | in Betrieb |
| 3503           | Carlo Janka         |          | März 2010      | in Betrieb |
| 3504           | Dario Cologna       |          | April 2010     | in Betrieb |
| 3505           | Giovanni Segantini  |          | April 2010     | in Betrieb |
| 3506           | Anna von Planta     |          | Juli 2010      | in Betrieb |
| 3507           | Benedetg Fontana    |          | August 2010    | in Betrieb |
| 3508           | Richard Coray       |          | September 2010 | in Betrieb |
| 3509           | Placidus Spescha    |          | November 2010  | in Betrieb |
| 3510           | Alberto Giacometti  |          | November 2010  | in Betrieb |
| 3511           | Otto Barblan        |          | Dezember 2010  | in Betrieb |
| 3512           | Jörg Jenatsch       |          | Januar 2011    | in Betrieb |
| 3513           | Simeon Bavier       |          | Januar 2011    | in Betrieb |
| 3514           | Steivan Brunies     | Ahnenzug | März 2011      | in Betrieb |
| 3515           | Alois Carigiet      |          | März 2011      | in Betrieb |